# Willa Fitzgerald

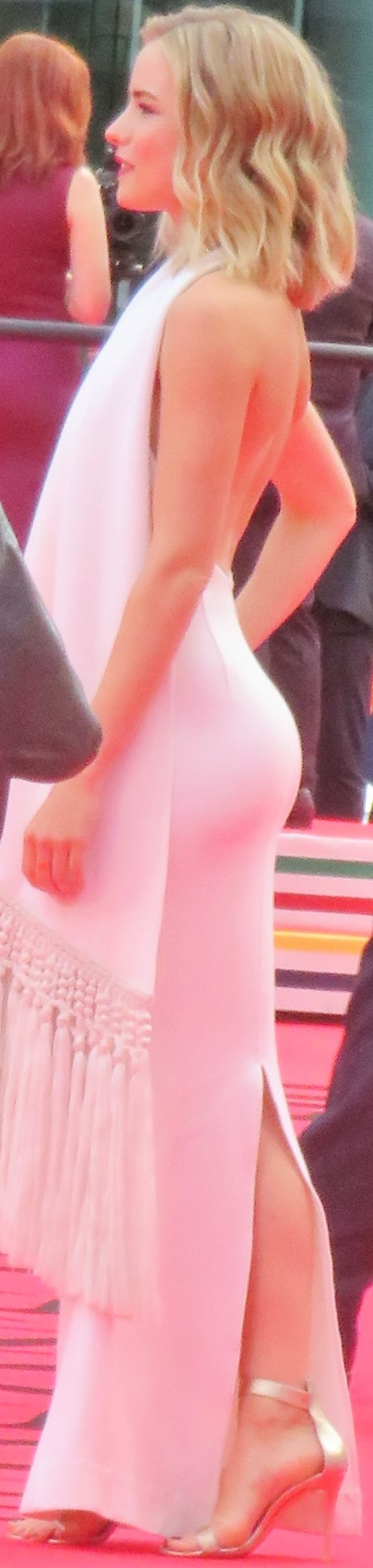
Fitzgerald na premierze Szczygła (2019)

Willa Fitzgerald (ur. 17 stycznia 1991 w Nashville) – amerykańska aktorka, która wystąpiła m.in. w serialach Krzyk, Bananowy doktor i Alpha House.

## Filmografia

### Filmy
| Rok  | Tytuł            | Rola           | Uwagi                  |
| ---- | ---------------- | -------------- | ---------------------- |
| 2008 | Z miłości do psa | Vivian         |                        |
| 2017 | Freak Show       | Tiffany        |                        |
| 2017 | Blood Money      | Lynn           | inny tytuł: Misfortune |
| 2017 | Beach House      | Emma           |                        |
| 2019 | Szczygieł        | Kitsey Barbour |                        |
| 2021 | 18½              | Connie         |                        |
| 2022 | Savage Salvation | Ruby Red       |                        |
| 2023 | Desperation Road | Maben          |                        |
| 2023 | Wildcat          |                |                        |
| 2023 | Strange Darling  | The Lady       |                        |

### Telewizja
| Rok       | Tytuł                              | Rola                    | Uwagi                  |
| --------- | ---------------------------------- | ----------------------- | ---------------------- |
| 2013–2014 | Alpha House                        | Lola Laffer             | 12 odc.                |
| 2014      | Zaprzysiężeni                      | Lacey Sutherland        | 1 odc.                 |
| 2014      | The Following                      | Jenny                   | 1 odc.                 |
| 2014      | Bananowy doktor                    | Emma Miller             | 13 odc.                |
| 2015      | Gotham                             | Grace Fairchild         | 1 odc.                 |
| 2015–2016 | Krzyk                              | Emma Duval              | gł. rola               |
| 2017      | Bull                               | Susan Bryant            | 1 odc.                 |
| 2017      | Małe kobietki                      | Meg March               | gł. rola               |
| 2018      | House of Cards                     | dwudziestoletnia Claire | 2 odc.                 |
| 2019      | Younger                            | Audrey Colbert          | 2 odc.                 |
| 2019      | Prawo i porządek: sekcja specjalna | Ava Parcell             | 1 odc.                 |
| 2019      | Heartstrings                       | Maddie Hawkins          | 1 odc.                 |
| 2019–2020 | Dare Me                            | Colette French          | w gł. obsadzie         |
| 2020      | Acting for a Cause                 | Hamlet                  | 1 odc.                 |
| 2020      | Billions                           | Jill                    | 1 odc.                 |
| 2022      | Reacher                            | Roscoe Conklin          | w gł. obsadzie         |
| 2023      | Zagłada domu Usherów               | młoda Madeline          | miniserial, gł. obsada |